# Josef Mičovský
Josef Gruss Mičovský (Praga, 8 de julho de 1884 - 28 de maio de 1968) foi um tenista da Boémia.
Josef Mičovský participou dos Jogos Olímpicos de 1908, em simples.